# Extrema snöfall i Sverige

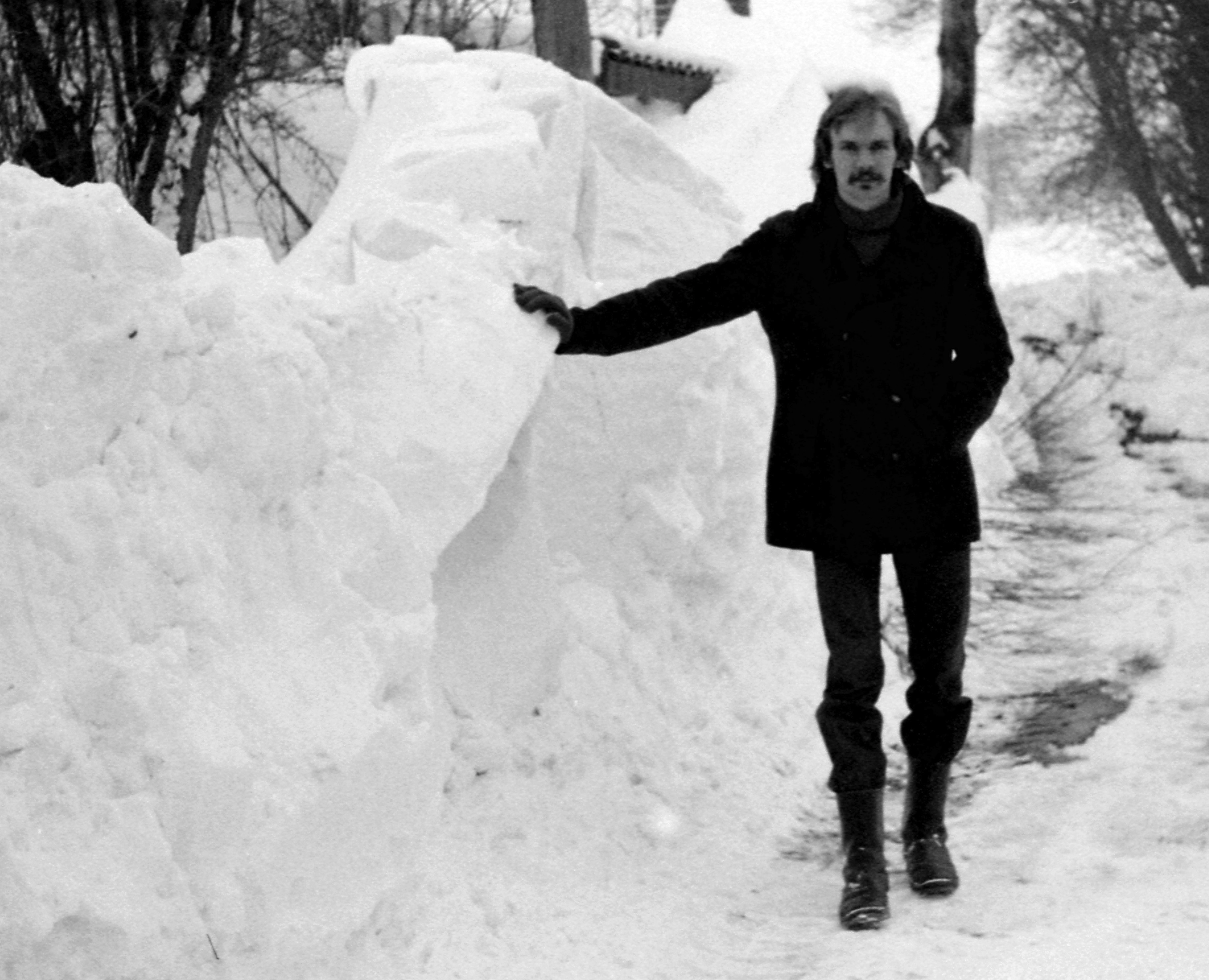
Snövall i södra Skåne efter ett extremt snöoväder 1979.

Extrema snöfall i Sverige förekommer ibland, och leder då ofta till samhällsproblem, särskilt i kombination med stark vind. Oftast drabbas trafiken, arbetsmarknaden och skolorna hårdast. Dödsfall förekommer i Sverige bara vid ovanliga fall.

## Lista över extrema snöfall i Sverige
- Den 29 januari 1850 omkom 100 personer när ett kraftigt snöoväder drog in över Östergötland.
- Den 28 februari 1926 uppmättes 327 centimeter snö i Kopparåsen cirka 110 kilometer nordväst om Kiruna i Lappland. Det är det största uppmätta snödjupet i Sverige någonsin.
- I december 1966 och januari 1967 föll stora mängder blötsnö längs Ångermanlandskusten, med elavbrott som följd. 190 centimeter snö uppmättes i Degersjö vid Stor-Degersjön, vilket är det hittills största snödjupet utanför fjällområdena.
- Den 31 december 1970 ökade snödjupet från 0 till 80 centimeter i nordöstra Uppland.
- I januari och februari 1976 uppmättes flera extrema snödjup, bland annat 232 centimeter i Björkede väster om Lycksele i södra Lappland.
- Den 27 - 28 december 1976 rasade en svår snöstorm i Götaland och sydligaste Svealand.
- Mellan den 13 och 18 februari 1979 rasade ett mycket kraftigt snöoväder som orsakade stort kaos i södra Skåne.
- I januari 1985 drabbades Smålandskusten, södra Öland och sydöstra Gotland av kraftiga snöfall, med upp till 1 meter nysnö på 24 timmar.
- Novemberstormen 1995 var en snöstorm som slog hårt mot de södra delarna av Sverige. Bland annat blev Göteborg helt förlamat av snöfallet.
- Mellan den 4 och 12 december 1998 var Gävleområdet totalt insnöat efter en kraftig snökanon, med snödjup på upp till 1,8 meter. Bandvagnar sattes in i centrala Gävle för att säkerställa livsmedelsförsörjning och räddningsinsatser.
- Den 18–19 oktober 2002 gav ett lågtryck från Jylland ett ovanligt tidigt snöfall över inre Götaland, var nya snödjupsrekord för att vara i oktober sattes i Fägerhult med 48 cm och Skara med 41 cm snö.
- Under vintersäsongerna 2009-2010 och 2010-2011 drabbades södra Sverige återkommande av flera kraftiga snöoväder som skapade stora problem i trafiken och som också ledde till att ett stort antal tak rasade in på grund av tyngden från snön. På vissa platser i landet slogs även nya rekord för snödjup.
- Den 31 januari - 4 februari 2018 drabbades södra Norrlandskusten av ett kraftigt snöoväder som lamslog i stort sett all kollektivtrafik mellan Uppsala och Örnsköldsvik. Skolorna i Sundsvall, Nordanstig och Hudiksvall hölls stängda då kraftiga vindbyar i kombination med snökanonen ledde till drivbildat snödjup på upp till 1,5 meter, vilket under ett par dagar gjorde vägarna längs kusten oframkomliga. Söderhamns kommuns växthus raserades i samband med ovädret av det enorma snötäcket som lade sig över området. Strömavbrott för 1000-tals hushåll rapporterades i Hälsingland.